# Kowalczuki
Kowalczuki (lit. Kalveliai) − wieś na Litwie, w rejonie wileńskim, 25 km na wschód od Wilna, zamieszkana przez 1.592 ludzi. Przed II wojną światową w Polsce, w powiecie wileńsko-trockim województwa wileńskiego.
Znajduje tu się powstała w XIX w. stacja kolejowa Kiena, położona na linii Wilno - Mińsk. Od upadku Związku Sowieckiego jest litewską stacją graniczną na granicy z Białorusią.

## Historia
W dwudziestoleciu międzywojennym leżały w Polsce, w województwie wileńskim, w powiecie wileńsko-trockim, w gminie Szumsk.
Po II wojnie światowej w granicach Związku Sowieckiego. Od 1991 na niepodległej Litwie.